# Koggmuseet
Koggmuseet var et skibshistorisk museum ved Skibsbroen i Malmø. Koggmuseet åbnede i 2005 og lukkede i 2009.
Museet var opbygget omkring rekonstruktioner af to kogger i fuld størrelse. Den ene kogge (Skanørkoggen) var oprindeligt sandsynligvis fremstillet i Polen eller Mecklenburg i 1390'erne. I 1992 blev den fundet uden for Skanørs havn. Skibet blev undersøgt af marinearkæologer fra Fotevikens Museum i årene 1992-1995. Skanørkoggen var med sine 29 meters længde en af verdens største handelsskibe. Skibet havde kanoner om bord og var måske et af fetaljebrødrernes piratskibe. I 2001 fremstillede man en rekonstruktion af skibet, som fik navnet Tvekamp av Elbogen.
Den anden kogge er en kopi af et handelsskib fra Almere i Nederlandene fra cirka 1430. Dette skib er 19 meter langt.
Selve kajen, hvor skibene lå, var ligeledes holdt i middelalderstil og blev døbt Malöya. Her var bl.a. boder og værksteder. Middelalderskibene lå ved den tidligere flyvebådsterminal i Malmø.